# Al circo, al circo
Al circo, al circo  è il sessantottesimo singolo discografico di Cristina D'Avena, pubblicato nel 1990. Il brano era la seconda sigla del varietà televisivo omonimo, scritta da Alessandra Valeri Manera su musica e arrangiamento di Carmelo Carucci. Sul lato B è incisa la versione strumentale.

## Edizioni
Entrambi i brani sono stati inseriti nella compilation Fivelandia 8 e in numerose raccolte.

## Tracce
Lato A
1. Al circo, al circo – 3:37 (Alessandra Valeri Manera-Carmelo Carucci)

Durata totale: 3:37
Lato B
1. Al circo, al circo (strumentale) – 3:37 (Alessandra Valeri Manera-Carmelo Carucci)

Durata totale: 3:37